# Johnny Costa
Johnny Costa (* 18. Januar 1922 in Arnold (Pennsylvania) als John Costanza; † 11. Oktober 1996 in Pittsburgh) war ein amerikanischer Jazzmusiker (Piano, Orgel, Synthesizer, Komposition, Arrangement). Er ist vor allem durch seine Arbeit als langjähriger musikalischer Leiter der Kinderfernsehserie Mister Rogers’ Neighborhood bekannt.

## Leben und Wirken
Costa lernte zunächst mit fünf Jahren Geige, um dann im Alter von sieben Jahren Akkordeon zu spielen. Sein Musiklehrer auf der High School drängte ihn, Klavier zu lernen, nachdem er entdeckt hatte, dass Costa ein absolutes Gehör hatte. Bald war er fasziniert vom Jazz und insbesondere von dem Spiel von Art Tatum. Er lernte, wie sein Idol zu spielen, und bekam sogar die Chance, in einem örtlichen Club in Pittsburgh für den legendären Pianisten zu spielen. Tatum bezeichnete den jungen Costa als „den weißen Art Tatum“. Dann zog er nach New York und arbeitete kurz mit der Tommy Reynolds Band, bevor er sich freiwillig zum Kriegsdienst meldete. Nach seiner Rückkehr aus dem Zweiten Weltkrieg ging er an die Carnegie Mellon University, wo er bei Nikolai Lopatnikoff studierte. Neben einem Abschluss in Komposition erwarb er auch einen in Schulmusik. Am Tag seines Abschlusses begann Costa als Hauspianist für einen Radiosender in Pittsburgh zu arbeiten.
Costa veröffentlichte 1955 (im Trio mit Gene Ramey und Kenny Clarke) sein Album The Amazing Johnny Costa bei Savoy Records, der weitere Alben für Coral Records folgten. Dann wechselte er zum Fernsehsender KDKA-TV in Pittsburgh. Dort spielte er Klavier- und Orgelmusik für viele Sendungen und erhielt eine eigene Sendung, The Wonderful World of Johnny Costa. Ab 1968 arbeitete er schließlich mit Fred Rogers zusammen, um die Musik für dessen Sendereihe Mister Rogers’ Neighborhood, die über das National Educational Television bundesweit ausgestrahlt wurde, zu arrangieren und aufzuführen. In dieser Funktion war er bis 1996 tätig. In den 1990er Jahren nahm er zudem vier Alben für Chiaroscuro Records auf sowie ein Weihnachtsalbum für L&M.